# Berkeley Moreton (4e comte de Ducie)
Berkeley Basil Moreton, 4e comte de Ducie (18 juillet 1834 - 7 août 1924), est un pair britannique et un homme politique et agriculteur en Australie. Il est membre à la fois de l'Assemblée législative et du Conseil législatif du Queensland.

## Jeunesse
Berkeley Basil Moreton est né le 18 juillet 1834 à Woodchester, Gloucestershire, Angleterre, fils de Henry Reynolds-Moreton (2e comte de Ducie) et de son épouse Elizabeth, fille de Lord Sherborne. Il fait ses études à la Rugby School et fréquente l'université au Magdalen College d'Oxford.

## Années australiennes
Berkeley Moreton arrive en Australie le 27 novembre 1855. Le 30 août 1870, il devient membre de l'Assemblée législative du Queensland lorsqu'il est élu au siège de Burnett ; jusqu'au 24 octobre 1871. Le 7 novembre 1873, il redevient membre de l'Assemblée législative du Queensland lorsqu'il est élu au siège de Maryborough, jusqu'au 16 mars 1875.
En mars 1880, il est le président fondateur du Rawbelle Divisional Board, une zone d'administration locale entourant la ville de Gayndah.
Le 1er octobre 1883, il devient membre de l'Assemblée législative du Queensland pour la troisième fois lorsqu'il est (à nouveau) élu au siège de Burnett, qu'il occupe jusqu'au 12 mai 1888. Au cours de cette période, il est brièvement ministre des Postes du Queensland du 17 mars 1885 au 22 avril 1885. Il est ensuite secrétaire à l'Instruction publique du 17 avril 1885 au 13 juin 1888, ce qui est en partie concomitant à son mandat de deux ans en tant que secrétaire aux colonies du 1er avril 1886 au 13 juin 1888.
Le 25 mai 1888, il est nommé membre du Conseil législatif du Queensland. Bien que ces nominations soient à vie, il choisit de démissionner le 25 juin 1891. Le 17 juillet 1901, il est de nouveau nommé à vie au Conseil législatif du Queensland ; cette nomination prend fin le 23 mars 1922 lorsque le Conseil est aboli.

## Pairie
Le 28 octobre 1921, le frère de Berkeley Moreton, Henry Reynolds-Moreton (3e comte de Ducie), est décédé et Berkeley Moreton devient le 4e comte de Ducie. Comme le troisième comte a un fils Henry Reynolds-Moreton, Lord Moreton, Berkeley Moreton ne s'attendait pas à hériter du titre, mais cela change le 28 février 1920 lorsque son neveu Henry Reynolds-Moreton meurt avant son père, le troisième comte.
Il quitte le Queensland pour l'Angleterre le 23 février 1922 pour prendre possession du domaine du Gloucestershire et siéger à la Chambre des lords.
Moreton est mort en 1924 et est enterré dans le cimetière de St Leonard, Tortworth.